# Leonardo Fornaroli
Leonardo Fornaroli (Piacenza, 3 dicembre 2004) è un pilota automobilistico italiano, campione di Formula 3 nel 2024.

## Carriera

### Kart e Formula 4
Fornaroli inizia la sua carriera all'età di dieci anni correndo in kart dove arriva terzo nel Campionato Italiano classe X30 Junior nel 2018 e nel 30° Trofeo Andrea Margutti nel 2019.

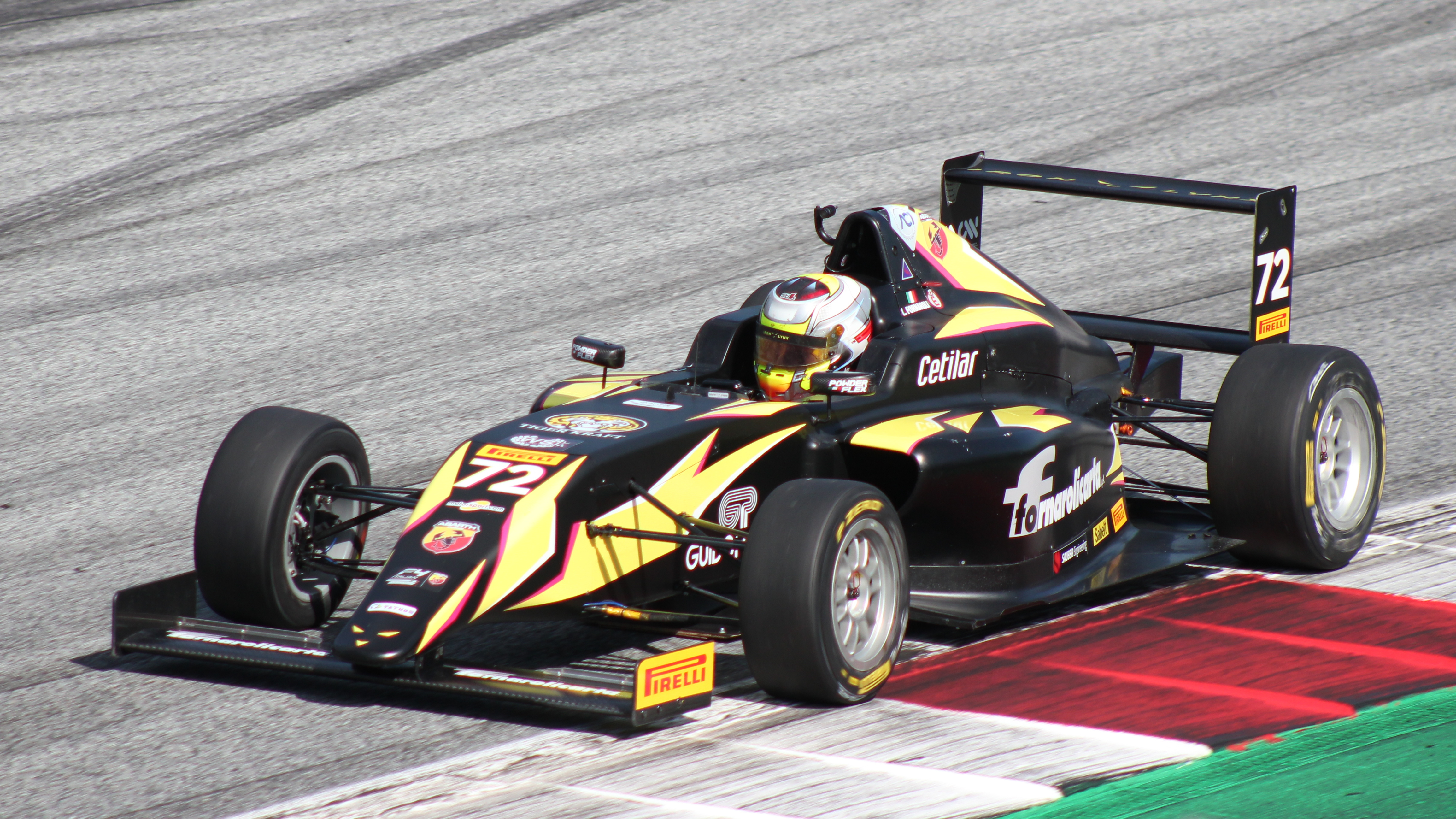
Leonardo Fornaroli durante il Campionato italiano di Formula 4 2021

Dopo aver provato per la prima volta una monoposto durante il Supercorso Federale insieme a Gabriele Minì e Andrea Rosso, nel 2020 partecipa alla sua prima stagione completa guidando nel Campionato italiano di Formula 4 per il team Iron Lynx. Durante l'anno si dimostra molto veloce ed ottiene anche un podio nella terza gara di Monza. Fornaroli chiude nono in classifica generale con 108 punti e arriva sesto tra i rookie.
Nel 2021 Fornaroli rimane nella serie con il team Iron Lynx, in coppia con la nuova recluta della Ferrari Driver Academy, Maya Weug, e Pietro Armanni. Nel suo secondo anno si dimostra più costante, ottiene sette podi tra cui anche la sua prima vittoria in monoposto, arrivata in gara uno di Misano davanti a Oliver Bearman. Fornaroli chiude quinto in classifica con 180 punti.

### Formula Regional
Nell'inverno del 2022 partecipa ai primi tre round della Formula Regional Asia con il team Hitech Grand Prix. Nel resto dell'anno si lega al team Trident per correre nella Formula 3 europea regionale. Nella serie europea Fornaroli dimostra un'ottima costanza nei risultati; in gara uno dell'Hungaroring ottiene il quarto posto, suo miglior risultato stagionale. L'italiano chiude ottavo in classifica generale e primo tra i rookie.

### Formula 3
Per il 2023 Fornaroli passa alla Formula 3 correndo con la scuderia Trident. Il pilota italiano trova come compagni Oliver Goethe e Gabriel Bortoleto. Dopo aver ottenuto diversi piazzamenti a punti nelle prime corse, durante la prima gara di Montecarlo ottiene il suo primo podio nella serie arrivando secondo dietro Pepe Martí; il pilota italiano si ripete chiudendo terzo nella Sprint di Catalogna. A Silverstone ottiene la pole e in gara ottiene il secondo posto dietro Oliver Goethe. Fornaroli chiude il suo primo anno in Formula 3 con tre podi conquistati e l'undicesimo posto in classifica assoluta e settimo tra i rookie.

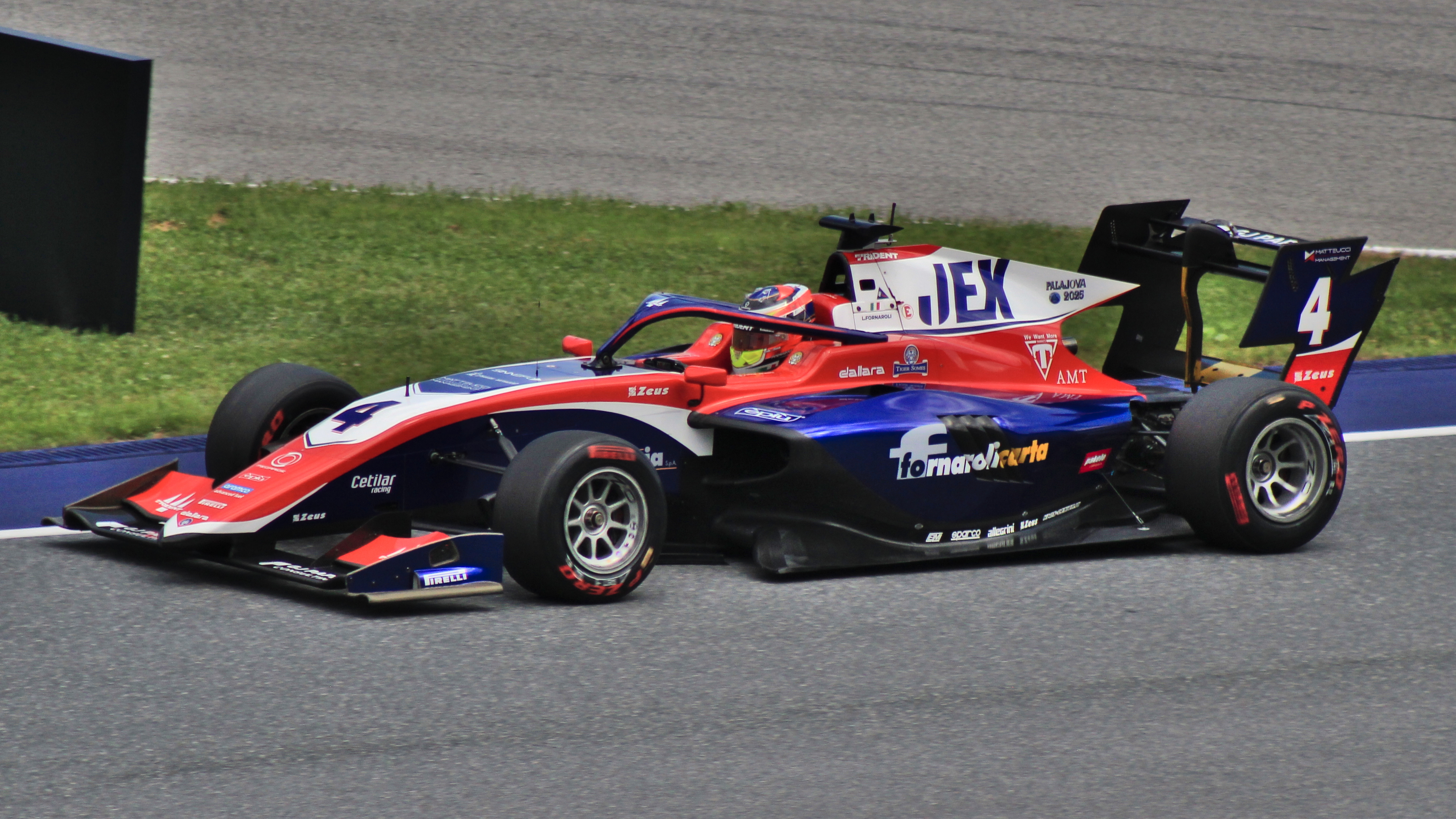
Leonardo Fornaroli alla guida della Dallara F3 nel 2024

Per la stagione 2024 Fornaroli rimane in Formula 3 confermato dal team Trident. Nella prima gara stagionale conquista il podio arrivando terzo dietro ad Arvid Lindblad e Laurens van Hoepen. A Melbourne ottiene la pole position e nella gara due ottiene il secondo posto dietro Dino Beganovic. Un altro podio arriva nella gara due di Barcellona dove conquista il terzo posto nel penultimo giro sorpassando Luke Browning. Ottiene altri due podi, uno all'Hungaroring chiudendo terzo dopo la squalifica di Laurens van Hoepen, l'altro a Spa dove arriva ancora terzo. Grazie a questi risultati Fornaroli arriva a giocarsi il titolo all'ultimo round di Monza, contro Gabriele Minì, Luke Browning e Arvid Lindblad. Il weekend inizia alla grande conquistando la pole; in gara due ottiene il terzo posto, superando all'ultima curva dell'ultimo giro Christian Mansell ed ottenendo così i punti necessari per la conquista del titolo piloti di Formula 3, forte del fatto che il connazionale Gabriele Minì verrà poi squalificato dopo la gara per motivi legati alla pressione delle gomme. In tutto l'anno Fornaroli non ha ottenuto una singola vittoria, venendo piuttosto premiato per la sua costanza nel macinare punti ad ogni gara. 

### Formula 2
Dopo la vittoria del campionato di Formula 3, il pilota italiano prende parte al ultimo round, sul Circuito di Yas Marina, della Formula 2 correndo per il team Rodin Motorsport.
Per la stagione 2025, Fornaroli passa alla Formula 2 correndo per il team Invicta Racing. Nella prima gara stagionale a Melbourne ottiene il suo primo podio nella categoria arrivando secondo dietro Joshua Dürksen, la prima vittoria, invece, arriva nella sprint sul circuito di Silverstone. Il 3 agosto 2025 conquista la prima vittoria in una corsa Feature sull'Hungaroring.

## Risultati

### Riassunto della carriera
| Stagione | Serie                               | Team              | Gare | Vittorie | Pole | G.V. | Podio | Punti | Pos. |
| -------- | ----------------------------------- | ----------------- | ---- | -------- | ---- | ---- | ----- | ----- | ---- |
| 2020     | Formula 4 italiana                  | Iron Lynx         | 20   | 0        | 0    | 1    | 2     | 108   | 9º   |
| 2020     | Formula 4 ADAC                      | Iron Lynx         | 3    | 0        | 0    | 0    | 0     | 0     | NC†  |
| 2021     | Formula 4 italiana                  | Iron Lynx         | 20   | 1        | 2    | 3    | 7     | 180   | 5º   |
| 2021     | Formula 4 ADAC                      | Iron Lynx         | 6    | 0        | 0    | 0    | 1     | 0     | NC†  |
| 2021     | FIA Central European Zone Formula 4 | Iron Lynx         | 2    | 1        | 0    | 0    | 2     | 43    | 3º   |
| 2022     | Formula Regional Asia               | Hitech Grand Prix | 9    | 0        | 0    | 0    | 0     | 22    | 17º  |
| 2022     | Formula Regional europea            | Trident           | 20   | 0        | 0    | 0    | 0     | 83    | 8º   |
| 2023     | Formula 3                           | Trident           | 18   | 0        | 1    | 0    | 3     | 69    | 11°  |
| 2024     | Formula 3                           | Trident           | 20   | 0        | 2    | 2    | 7     | 153   | 1°   |
| 2024     | Formula 2                           | Rodin Motorsport  | 2    | 0        | 0    | 0    | 0     | 0     | 29°  |

* Stagione in corso.

### Risultati completi F4 italiana
| Stagione | Team      | 1   | 2   | 3   | 4   | 5   | 6   | 7   | 8   | 9   | 10  | 11  | 12  | 13  | 14  | 15  | 16  | 17  | 18  | 19  | 20  | 21  | Punti | Pos. |
| -------- | --------- | --- | --- | --- | --- | --- | --- | --- | --- | --- | --- | --- | --- | --- | --- | --- | --- | --- | --- | --- | --- | --- | ----- | ---- |
| 2020     | Iron Lynx | MIS | MIS | MIS | IMO | IMO | IMO | RBR | RBR | RBR | MUG | MUG | MUG | MNZ | MNZ | MNZ | IMO | IMO | IMO | VLL | VLL | VLL | 108   | 9º   |
| 2020     | Iron Lynx | 4   | 15  | 9   | 17  | 17  | 5   | 13  | 26  | 10  | 5   | 12  | 14  | 4   | 4   | 3   | 4   | 5   | 6   | 8   | C   | 16  | 108   | 9º   |
| 2021     | Iron Lynx | LEC | LEC | LEC | MIS | MIS | MIS | VAL | VAL | VAL | IMO | IMO | IMO | RBR | RBR | RBR | MUG | MUG | MUG | ITA | ITA | ITA | 180   | 5°   |
| 2021     | Iron Lynx | 7   | 8   | 4   | 1   | 3   | 2   | 10  | 8   | 8   | Rit | 2   | 2   | 6   | 2   | 7   | Rit | 8   | 2   | 9   | Rit | NP  | 180   | 5°   |

### Campionato FIA di Formula 3 asiatica
(legenda) (Le gare in grassetto indicano la pole position) (Le gare in corsivo indicano Gpv)
| Stagione | Squadra           | 1   | 2   | 3   | 4   | 5   | 6   | 7   | 8   | 9   | 10  | 11  | 12  | 13  | 14  | 15  | Punti | Pos. |
| -------- | ----------------- | --- | --- | --- | --- | --- | --- | --- | --- | --- | --- | --- | --- | --- | --- | --- | ----- | ---- |
| 2022     | Hitech Grand Prix | ABU | ABU | ABU | DUB | DUB | DUB | DUB | DUB | DUB | DUB | DUB | DUB | ABU | ABU | ABU | 22    | 17º  |
| 2022     | Hitech Grand Prix | 8   | 5   | 22† | 11  | 8   | 11  | 9   | 26† | 9   |     |     |     |     |     |     | 22    | 17º  |

### Risultati Formula 3 regionale europea
(legenda) (Le gare in grassetto indicano la pole position) (Le gare in corsivo indicano Gpv)
| Stagione | Team    | 1   | 2   | 3   | 4   | 5   | 6   | 7   | 8   | 9   | 10  | 11  | 12  | 13  | 14  | 15  | 16  | 17  | 18  | 19  | 20  | Punti | Pos. |
| -------- | ------- | --- | --- | --- | --- | --- | --- | --- | --- | --- | --- | --- | --- | --- | --- | --- | --- | --- | --- | --- | --- | ----- | ---- |
| 2022     | Trident | MNZ | MNZ | IMO | IMO | MON | MON | LEC | LEC | ZAN | ZAN | HUN | HUN | SPA | SPA | RBR | RBR | CAT | CAT | MUG | MUG | 83    | 8º   |
| 2022     | Trident | 10  | 15  | 8   | 8   | 9   | 12  | 20  | 23  | 8   | 5   | 4   | 5   | 6   | 8   | 19  | 10  | 9   | 8   | 5   | 8   | 83    | 8º   |

### Risultati in Formula 3
(legenda) (Le gare in grassetto indicano la pole position) (Le gare in corsivo indicano Gpv)
| Anno | Team    | 1   | 2   | 3   | 4   | 5   | 6   | 7   | 8   | 9   | 10  | 11  | 12  | 13  | 14  | 15  | 16  | 17  | 18  | 19  | 20  | Punti | Pos. |
| ---- | ------- | --- | --- | --- | --- | --- | --- | --- | --- | --- | --- | --- | --- | --- | --- | --- | --- | --- | --- | --- | --- | ----- | ---- |
| 2023 | Trident | BHR | BHR | MEL | MEL | MON | MON | CAT | CAT | RBR | RBR | SIL | SIL | HUN | HUN | SPA | SPA | MNZ | MNZ |     |     | 69    | 11º  |
| 2023 | Trident | 8   | 27  | 7   | 4   | 2   | 24  | 3   | 28  | 15  | 10  | 7   | 2   | 15  | 9   | 9   | 14  | 8   | 16  |     |     | 69    | 11º  |
| 2024 | Trident | SAK | SAK | MEL | MEL | IMO | IMO | MON | MON | CAT | CAT | RBR | RBR | SIL | SIL | HUN | HUN | SPA | SPA | MNZ | MNZ | 153   | 1º   |
| 2024 | Trident | 3   | 7   | 9   | 2   | 11  | 3   | 9   | 5   | 7   | 3   | 12  | 9   | 10  | 7   | 7   | 3   | 9   | 3   | 8   | 2   | 153   | 1º   |

### Risultati in Formula 2
(legenda) (Le gare in grassetto indicano la pole position) (Le gare in corsivo indicano Gpv)
| Stagione | Team           | 1   | 2   | 3   | 4   | 5   | 6   | 7   | 8   | 9   | 10  | 11  | 12  | 13  | 14  | 15  | 16  | 17  | 18  | 19  | 20  | 21  | 22  | 23  | 24  | 25  | 26  | 27  | 28  | Punti | Pos. |
| -------- | -------------- | --- | --- | --- | --- | --- | --- | --- | --- | --- | --- | --- | --- | --- | --- | --- | --- | --- | --- | --- | --- | --- | --- | --- | --- | --- | --- | --- | --- | ----- | ---- |
| 2024     | Rodin          | BHR | BHR | JED | JED | ALB | ALB | IMO | IMO | MON | MON | CAT | CAT | RBR | RBR | SIL | SIL | HUN | HUN | SPA | SPA | MNZ | MNZ | BAK | BAK | LUS | LUS | YMC | YMC | 0     | 29°  |
| 2024     | Rodin          |     |     |     |     |     |     |     |     |     |     |     |     |     |     |     |     |     |     |     |     |     |     |     |     |     |     | 10  | 13  | 0     | 29°  |
| 2025     | Invicta Racing | ALB | ALB | BHR | BHR | JED | JED | IMO | IMO | MON | MON | CAT | CAT | RBR | RBR | SIL | SIL | SPA | SPA | HUN | HUN | MNZ | MNZ | BAK | BAK | LUS | LUS | YMC | YMC | 154*  |      |
| 2025     | Invicta Racing | 2   | C   | 8   | 3   | 7   | 4   | 7   | 5   | 7   | 2   | 7   | Rit | Rit | 2   | 1   | 6   | 1   | 5   | 5   | 1   |     |     |     |     |     |     |     |     | 154*  |      |

* Stagione in corso.